# Stjepan Stazić
Stjepan Stazić (Zagabria, 28 settembre 1978) è un ex cestista e allenatore di pallacanestro croato naturalizzato austriaco.

## Palmarès
- Campionato francese: 1

CSP Limoges: 1999-2000
- Supercoppa italiana: 1

Treviso: 1997
- Coppa di Francia: 1

CSP Limoges: 2000
- Coppa Saporta: 1

Pall. Treviso: 1998-99
- Coppa Korać: 1

CSP Limoges: 1999-2000
- Campionato austriaco: 2

St. Pölten: 1996-97
BC Vienna: 2012-13